# 调和级数
调和级数（英語：Harmonic series）是正整數的倒數之和，是发散的无穷级数，表达式为：
{\displaystyle \sum _{k=1}^{\infty }{\frac {1}{k}}=1+{\frac {1}{2}}+{\frac {1}{3}}+{\frac {1}{4}}+\cdots \,\!}
这级数名字源于泛音及泛音列：振动的弦的泛音的波长依次是基本波长的{\textstyle {\frac {1}{2}}}、{\textstyle {\frac {1}{3}}}、{\textstyle {\frac {1}{4}}}......等。调和序列中，第一项之后的每一项都是相邻两项的调和平均数；而“调和平均数”一词同样也源自音乐。

## 历史
早在14世纪，尼克尔·奥里斯姆已经证明调和級數发散，但知道的人不多。17世纪时，皮耶特罗·曼戈里、约翰·伯努利和雅各布·伯努利完成了全部證明工作。
调和序列历来很受建筑师重视；在巴洛克时期尤其明显。当时建筑师在建造教堂和宫殿时，运用调和序列为楼面布置和建筑物高度建立比例，并使室内外的建筑细节间呈现和谐的联系。

## 佯谬

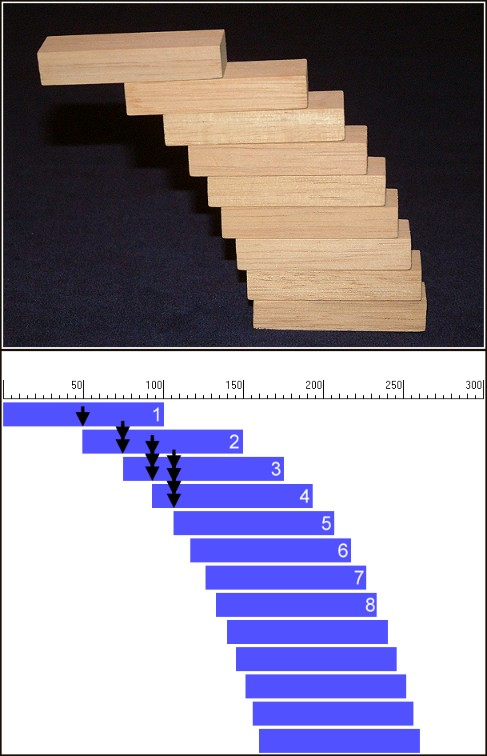
只要有足够多的骨牌，最顶层骨牌离最底层的距离就可以无穷远。可以发现，图中骨牌排列的形状就像顺时针旋转90°的对数函数，也即函数y=1/x的不定积分。

对刚接触这级数的人而言，调和级数违反直觉——尽管随{\displaystyle n}不断增大，{\textstyle {\frac {1}{n}}}无限接近0，但它却是发散级数。调和级数也因此成为一些佯谬的原型。“橡皮筋上的蠕虫”就是其中一例。假设蠕虫沿着1米长的橡皮筋爬行，而橡皮筋每分钟匀速伸展1米。如果相对于其所在的橡皮筋，蠕虫的爬行速度是每分钟1厘米，那么它最终会到达橡皮筋的另一头吗？与直觉相反，答案是肯定的：{\displaystyle n}分钟之后，蠕虫爬行过的距离与橡皮筋总长度的比值为：
{\displaystyle {\frac {1}{100}}\sum _{k=1}^{n}{\frac {1}{k}}}。
调和级数发散（证明见本条目“发散”一节），即{\displaystyle n}趋于无穷大时级数也趋于无穷大，这比值也必定在某时刻超过1；也就是说，蠕虫最终一定会到达橡皮筋另一头。然而，在这时刻的n的值极其之大，约为{\displaystyle e^{100}}，超过1040（1后面有40个零）。这也说明了，尽管调和级数确确实实是发散，但它发散的速度非常慢。
另一例：假设有一堆完全相同的骨牌，可以肯定的是，它们可以叠在一起，并使得每塊骨牌都突出其下方骨牌外一定长度，最终使得最上层的骨牌完全在最底层骨牌以外甚至更远。违反直觉的是，只要骨牌够多，就可以使最上层的骨牌與最底层骨牌水平距離无穷远。较简单的证明如下：
设每一块骨牌的长度为{\displaystyle l_{0}}。再设一叠{\displaystyle n}塊平衡的骨牌的质心与最底层骨牌最右端的距离为{\displaystyle d_{n}}；在只有1塊骨牌时，质心就在骨牌的几何中心（假设骨牌密度均匀），即{\displaystyle d_{1}\,=\,{\frac {l_{0}}{2}}}。对于一叠刚好平衡的骨牌（即对于任意一层骨牌，在其之上的骨牌的质心恰好落在其边缘），新骨牌不置于其上方（否则使得质心往右偏移而倒塌），而是垫在整叠骨牌之下，并使得原有骨牌的质心刚好落在新骨牌的最左端（则原来的骨牌不会倒塌）；设从上往下第n层骨牌突出其下方骨牌的长度为{\displaystyle l_{n}}，则有：{\displaystyle d_{n}+l_{n}=l_{0}}。根据质心的坐标系计算公式，可得到新的骨牌叠的质心为：
{\displaystyle d_{n+1}\,=\,{\frac {(d_{n}+l_{n})n+{\frac {l_{0}}{2}}}{n+1}}\,=\,{\frac {l_{0}\cdot n+{\frac {l_{0}}{2}}}{n+1}}\,=\,{\frac {l_{0}\cdot (n+1)-{\frac {l_{0}}{2}}}{n+1}}\,=\,l_{0}-{\frac {\frac {l_{0}}{2}}{n+1}}}
则{\displaystyle l_{n+1}=l_{0}-d_{n+1}={\frac {\frac {l_{0}}{2}}{n+1}}}，即{\displaystyle l_{n}={\frac {l_{0}}{2}}\cdot {\frac {1}{n}}}。
也就是说，理想的摆法是：最顶层骨牌与第二层之间水平距离是骨牌长度的{\displaystyle {\frac {1}{2}}}，第二、三层间水平距离是骨牌长度的{\displaystyle {\frac {1}{4}}}，第三、四层之间水平距离是骨牌长度的{\displaystyle {\frac {1}{6}}}......依此类推。最终，最顶层和最底层骨牌的水平距离是：
{\displaystyle l_{\mathrm {total} }={\frac {l_{0}}{2}}\cdot \sum _{k=1}^{n}{\frac {1}{k}}}
调和级数发散，当骨牌数目{\displaystyle n}趋于无穷大时，水平距离也趋于无穷大。

## 发散

### 比较审敛法
{\displaystyle \sum _{k=1}^{\infty }{\frac {1}{k}}=1+\left[{\frac {1}{2}}\right]+\left[{\frac {1}{3}}+{\frac {1}{4}}\right]+\left[{\frac {1}{5}}+{\frac {1}{6}}+{\frac {1}{7}}+{\frac {1}{8}}\right]+\left[{\frac {1}{9}}+\cdots \right.}
{\displaystyle \geq \sum _{k=1}^{\infty }2^{-\lceil \log _{2}k\rceil }\,\!}
{\displaystyle =1+\left[{\frac {1}{2}}\right]+\left[{\frac {1}{4}}+{\frac {1}{4}}\right]+\left[{\frac {1}{8}}+{\frac {1}{8}}+{\frac {1}{8}}+{\frac {1}{8}}\right]+\left[{\frac {1}{16}}+\cdots \right.\,\!}
{\displaystyle =1+\ {\frac {1}{2}}\ +\qquad {\frac {1}{2}}\ \quad +\ \qquad \quad {\frac {1}{2}}\qquad \ \quad \ +\ \quad \ \cdots \,\!\;=\;\;\infty .}
因此该级数发散。

### 积分判别法（integral test）

将调和级数的和与一个瑕积分比较可证此级数发散。考虑右图中长方形的排列：长方形宽1单位、高{\textstyle {\frac {1}{n}}}单位（换句话说，每个长方形的面积都是{\displaystyle {\frac {1}{n}}}），所有长方形的总面积就是调和级数的和：
矩形面积和
{\displaystyle =1\,+\,{\frac {1}{2}}\,+\,{\frac {1}{3}}\,+\,{\frac {1}{4}}\,+\,{\frac {1}{5}}\,+\,\cdots }
而曲线{\textstyle y={\frac {1}{x}}}以下、从1到正无穷部分的面积由以下瑕积分给出：
曲线下面积
{\displaystyle =\int _{1}^{\infty }{\frac {1}{x}}\,dx\;=\;\infty }。这部分面积真包含于（换言之，小于）长方形总面积，长方形的总面积也必定趋于无穷。更准确说，这证明了
{\displaystyle \sum _{n=1}^{k}\,{\frac {1}{n}}\;>\;\int _{1}^{k+1}{\frac {1}{x}}\,dx\;=\;\ln(k+1)}
这方法的拓展即积分判别法。

### 反证法
假设调和级数收敛 , 则{\displaystyle \lim _{n\to \infty }S_{2n}-S_{n}=0}
但与{\displaystyle S_{2n}-S_{n}={\frac {1}{n+1}}+{\frac {1}{n+2}}+{\frac {1}{n+3}}+\cdots +{\frac {1}{2n}}>{\frac {n}{2n}}={\frac {1}{2}}}矛盾，故假设不真，即调和级数发散。

## 发散率
调和级数发散的速度非常缓慢。举例来说，调和序列前1043项的和还不足100。调和数列的部分和呈对数增长。特别地，
{\displaystyle \sum _{n=1}^{k}\,{\frac {1}{n}}\;=\;\ln k+\gamma +\varepsilon _{k}}
其中{\displaystyle \gamma }是欧拉－马歇罗尼常数，而{\displaystyle \epsilon _{k}}约等于{\displaystyle {\frac {1}{2k}}}，并且随着{\displaystyle k}趋于正无穷而趋于{\displaystyle 0}。这结果由欧拉给出。
当然无论调和级数发散率再怎样低，其都不是发散率最慢的级数，仍存在发散率比调和级数更低的级数。理论上没有发散率“最慢”的发散性级数和。

## 部分和
调和级数的第{\displaystyle n}項部分和为：
{\displaystyle H_{n}=\sum _{k=1}^{n}{\frac {1}{k}}}，
也叫作第n个调和数。
第n个调和数与{\displaystyle n}的自然对数的差值（即{\displaystyle \sum _{k=1}^{n}{\frac {1}{k}}-\ln n}）收敛于欧拉-马歇罗尼常数。
两个不同的调和数之间的差值永远不是整数。
除了{\displaystyle n=1}以外，没有任何调和数是整数。

## 相关级数

### 交错调和级数
如下级数：
{\displaystyle \sum _{n=1}^{\infty }{\frac {(-1)^{n+1}}{n}}\;=\;1\,-\,{\frac {1}{2}}\,+\,{\frac {1}{3}}\,-\,{\frac {1}{4}}\,+\,{\frac {1}{5}}\,-\,\cdots }

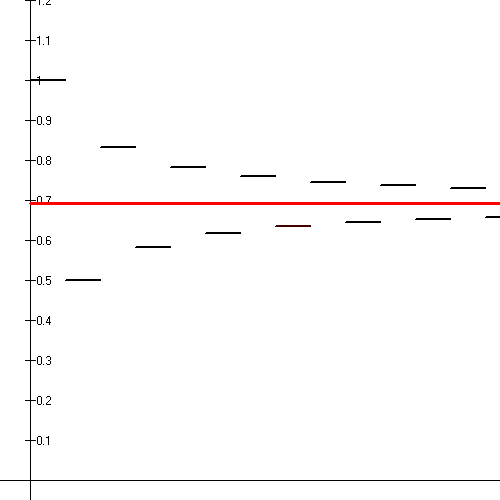
此图显示，交错调和级数的前14項部分和（图中黑色线段）收敛于2的自然对数（红色直线）。

称作交错调和级数。这级数可经交错级数判别法证明收敛。特别地，这级数的和等于2的自然对数：
{\displaystyle 1\,-\,{\frac {1}{2}}\,+\,{\frac {1}{3}}\,-\,{\frac {1}{4}}\,+\,{\frac {1}{5}}\,-\,\cdots \;=\;\ln 2}。
这公式是墨卡托级数（自然对数的泰勒级数形式）的特例。
从反正切函数的泰勒展开式可导出相关级数：
{\displaystyle \sum _{n=0}^{\infty }{\frac {(-1)^{n}}{2n+1}}\;\;=\;\;1\,-\,{\frac {1}{3}}\,+\,{\frac {1}{5}}\,-\,{\frac {1}{7}}\,+\,\cdots \;\;=\;\;{\frac {\pi }{4}}}。
这级数也称作π的莱布尼茨公式。

### 广义调和级数
广义调和级数是指有如下形式的级数：
{\displaystyle \sum _{n=0}^{\infty }{\frac {1}{an+b}}}。
其中{\displaystyle a\neq 0}且{\displaystyle b}为实数。
由比较审敛法可证所有广义调和级数均发散。

### p{\displaystyle p}-级数
调和级数广义化的其中一種结果是{\displaystyle p}-级数，定义如下：
{\displaystyle \sum _{n=1}^{\infty }{\frac {1}{n^{p}}}}，
P是任何正实数。当{\displaystyle p=1}，{\displaystyle p}-级数即调和级数。由积分判别法或柯西稠密判定法可知{\displaystyle p}-级数在{\displaystyle p>1}时收敛（此时级数又叫过调和级数（over-harmonic series）），而在{\displaystyle p\leq 1}时发散。当{\displaystyle p>1}时，{\displaystyle p}-级数的和即{\displaystyle \zeta (p)}，也就是黎曼ζ函数在{\displaystyle p}的值。

### φ{\displaystyle \varphi }-级数
对凸实值函数{\displaystyle \varphi }，若满足以下条件：
{\displaystyle \limsup _{u\to 0^{+}}{\frac {\varphi ({\frac {u}{2}})}{\varphi (u)}}<{\frac {1}{2}}}
则级数{\displaystyle \textstyle \sum _{n\geq 1}\displaystyle \varphi (n^{-1})}收敛。

### 随机调和级数
随机调和级数定义如下：
{\displaystyle \sum _{n=1}^{\infty }{\frac {s_{n}}{n}}}，
其中{\displaystyle s_{n}}是恒等分布的独立随机变量，取值范围为+1和-1，取这两值的概率都是{\displaystyle {\frac {1}{2}}}。阿尔伯塔大学的拜伦·施姆兰研究此级数的性质，并发现这级数收敛的概率为1，并发现这随机变量有些有趣的性质。特别地，这随机变量的概率密度函数在+2和-2处的值为0.124999999999999999999999999999999999999999764…，与{\displaystyle {\frac {1}{8}}}只差不到10−42。施姆兰的论文解释了为什么这概率如此接近、但却不是{\displaystyle {\frac {1}{8}}}。这概率的精确值由无穷余弦乘积积分{\displaystyle C_{2}}除以{\displaystyle \pi }而给出的。

### 贫化调和级数
贫化调和级数是将调和级数中、分母含有数字9的项去除后所剩的级数。这级数是收敛的，其和小於80。实际上，将包含任意数字串的项从调和级数中去除后，所剩级数都收敛。

## 拉马努金求和
调和级数是柯西发散的，而且很多常用的发散级数求和方法对它也不适用。但是，调和级数的拉马努金求和存在，且为欧拉-马斯刻若尼常数。